# Giovanni Battista Finetti
Giovanni Battista Finetti (Bagno di Gavorrano, 15 gennaio 1940 – Grosseto, 2 marzo 1983) è stato un politico italiano.

## Biografia
Nato a Bagno di Gavorrano il 15 gennaio 1940 da una famiglia di piccoli artigiani, dopo il diploma di scuola media frequentò per tre anni l'istituto tecnico di Livorno, lasciando gli studi nel 1956 per iniziare la sua militanza nel Partito Comunista Italiano all'età di sedici anni. Dopo un corso di formazione politica a Roma a cura del partito, fu segretario del circolo della Federazione Giovanile Comunista Italiana di Bagno di Gavorrano e dal 1959 ne divenne segretario provinciale. Iscrittosi come pubblicista all'albo dei giornalisti italiani nel 1965, fu corrispondente per l'Unità. Dopo un periodo come responsabile del settore propaganda e stampa della federazione comunista di Grosseto, nel 1967 fu nominato segretario del comitato comunale grossetano e membro della segreteria federale del partito. Dal 1965 al 1970 fu consigliere comunale a Gavorrano.
In seguito ai risultati delle elezioni amministrative del 1970, il 20 luglio Finetti fu eletto sindaco di Grosseto, succedendo a Renato Pollini. Confermato per altri due mandati nel 1975 e nel 1980, rassegnò le dimissioni il 15 febbraio 1982, venendo sostituito alla guida della giunta da Flavio Tattarini.
Morì nel marzo 1983 a seguito di un incidente stradale nei pressi di Istia d'Ombrone avvenuto il 23 gennaio di quello stesso anno.
A Grosseto gli sono state intitolate una via nel 2012 e la piscina comunale nel 2015.